# Svaipa
Svaipa är ett 1426 meter högt fjäll i Arjeplogs kommun, Norrbottens län. Fjället har givit namn åt Svaipa sameby.